# Jo Benkow
Jo Benkow, né Josef Elias Benkowitz le 15 août 1924 à Trondheim, et mort le 18 mai 2013 à Oslo, est un politicien et écrivain norvégien, notable pour avoir été une personne importante du Høyre, et le président du Storting de 1985 à 1993.

## Récompenses
- Médaille de la défense 1940-1945
- Prix des libraires norvégiens, 1985
- Grand-croix de l'ordre de la Rose blanche, 1990
- Ordre du Mérite (Autriche), 1996
- Chevalier de l'ordre de Saint-Olaf, 1998

## Livres
- Fra synagogen til Løvebakken (1985); From Synagogue to Parliament
- Folkevalgt (1988); Elected by the People
- Haakon, Maud og Olav. Et minnealbum i tekst og bilder (1989); Haakon, Maud and Olav. A Memorial Album of Text and Images
- Hundre år med konge og folk (1990); A Hundred Years with King and Nation
- Olav – menneske og monark (1991); Olav – Man and Monarch
- Det ellevte bud (1994, with afterword by Elie Wiesel); The Eleventh Commandment

### Source de la traduction
- (en) Cet article est partiellement ou en totalité issu de l’article de Wikipédia en anglais intitulé « Jo Benkow » (voir la liste des auteurs).